# Софія Стефаніду
Соня-Софія Стефаниду (грец. Σόνια - Σοφία Στεφανίδου; 1907, Одеса — 22.8.1990, Афіни) — грецька медсестра, розвідниця і диверсантка, учасниця Другої світової війни. Перша грецька парашутистка.

## Житєпис
Народилася в 1907 році в Одесі в родині лікаря Філопімена Стефанідіса. Батько народився в 1873 році в Трапезунді.
У віці 5 років Софія переїхала в Афіни, де батько добровільно став лікарем грецької армії в період Балканських війн (1912—1913). Сім'я остаточно переїхала до Греції в 1923 році і влаштувалася в місті Іракліон острова Крит. Не маючи безперервної освіти за програмою грецьких початкової школи і гімназії, Софія, також як і її сестра Еллі, здобула освіту вдома, що не завадило їй з успіхом скласти іспити і отримати атестат випускниці гімназії. До цього часу вона досить добре володіла німецькою і французькою мовами, і в 1924 році батьки відправили її у Фран, щоб вона продовжила вивчення французької мови. Повернувшись на Крит, вона одружилася, але шлюб був короткочасним. Поїхала в Афіни і, склавши іспити, була прийнята на роботу в Міністерство фінансів до Департаменту статистики.
До початку Другої світової війни Стефаниду була державною службовицею.

## У Грецькому жіночому корпусі
По прибуттю в Каїр Стефаниду попрямувала до міністерства закордонних справ еміграційного грецького уряду і була прийнята на службу. Відразу подала прохання до МЗС взяти її в формований Жіночий корпус, і 12 січня її прохання було передано Військовому міністру. 22 лютого зарахована в 1 роту Жіночого корпусу, де залишалася до свого повернення в Грецію і отримала звання молодшого лейтенанта.
Є інформація про те, що в період між січнем і жовтнем 1944 року Стефаниду була послана з секретною місією на Крит. Характер цієї місії не розкритий по сьогодні, але передбачається, що за дорученням еміграційного прем'єра Еммануїла Цудероса вона доставила документи і гроші організаціям Опору, підтримуваним еміграційним урядом. Зокрема, вказується організація і партизанський загін Маноліса Бадуваса.

## Повернення до Греції

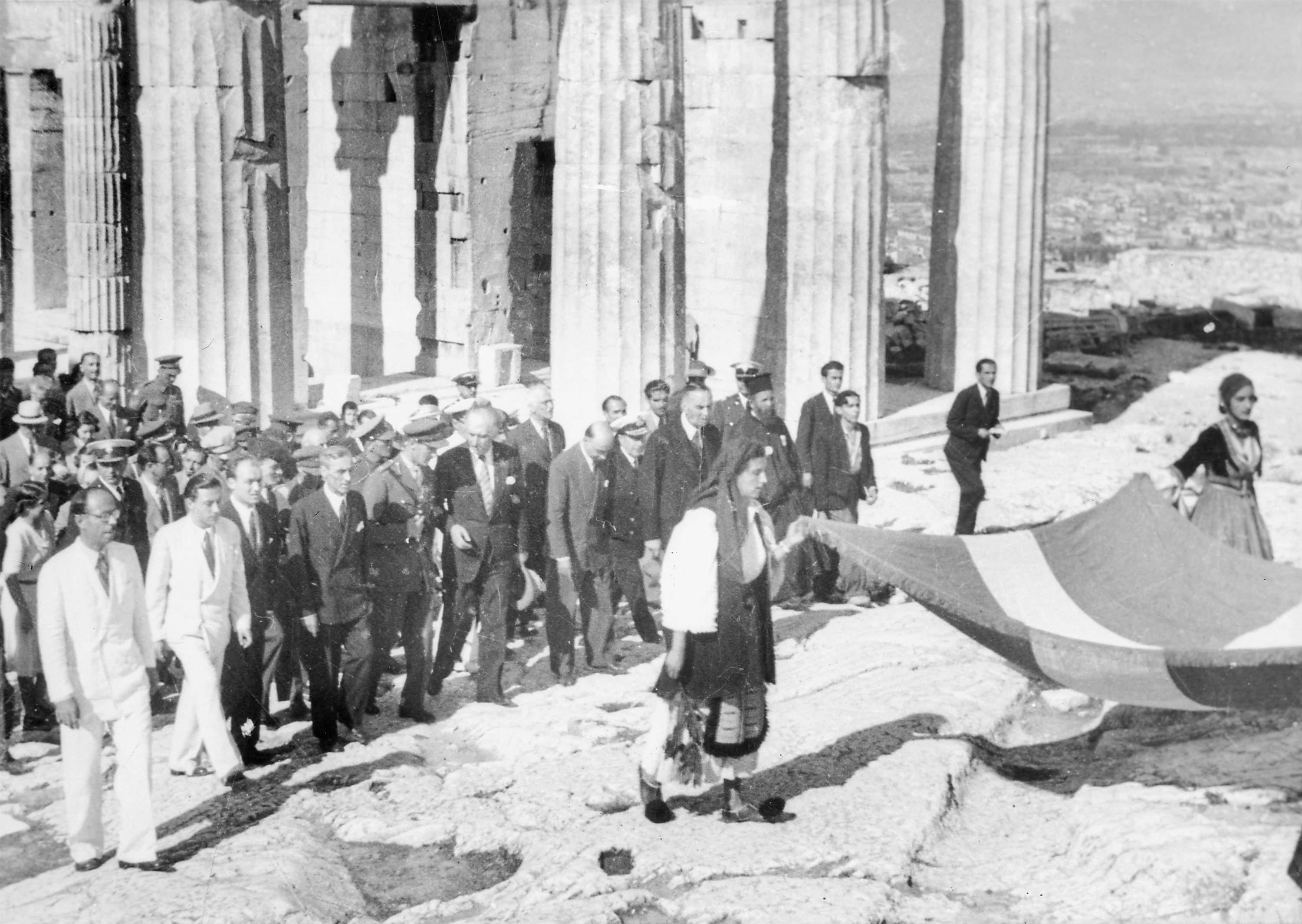
Церемоніальне поставлення грецького прапора на Афінському Акрополі 18 жовтня 1944 року

До завершення перебування в Каїрі Стефаниду служила в МЗС і при офісі еміграційного прем'єр-міністра з нашитим на її мундирі знаком парашутистки.
Соня Стефаниду повернулася в звільнену Грецію 22 жовтня 1944 року. Залишаючись членом Червоного Хреста, служила в МЗС Греції і в Міністерстві промисловості.
У 1955 році, після погромів в Константинополі, повернула свої британські нагороди, в знак протесту мовчання колишніх союзників у Другій світовій війні.
Софія Стефаниду померла в Афінах 22 серпня 1990 року. Її передсмертна воля була виконана: вона була похована в військовому мундирі і з орденською колодкою.